# فرصت‌های دوباره
فرصت‌های دوباره (انگلیسی: Second Chances) یک مجموعه تلویزیونی آمریکایی دراما بود. در این مجموعه بازیگرانی مانند کانی سله‌کا، مت سلینجر، مگان فالوز، جنیفر لوپز و میشل فیلیپس به ایفای نقش پرداخته‌اند. مجموعه برای نخستین بار در ۲ دسامبر ۱۹۹۳ از شبکه سی‌بی‌اس پخش شد، و قسمت آخر آن را در ۱۹ فوریه ۱۹۹۴ پخش شد.